# (3116) Goodricke
Pour les articles homonymes, voir Goodricke.
(3116) Goodricke est un astéroïde de la ceinture principale.

## Description
(3116) Goodricke est un astéroïde de la ceinture principale. Il fut découvert le 11 février 1983 à la station Anderson Mesa par Edward L. G. Bowell. Il présente une orbite caractérisée par un demi-grand axe de 2,23 UA, une excentricité de 0,20 et une inclinaison de 5,5° par rapport à l'écliptique.

## Compléments